# 慶興站
慶興站（韓語：경흥역）是朝鮮民主主義人民共和國咸鏡南道新兴郡的一個鐵路車站，属于新兴线。

## 邻近车站
新兴线
东兴站 - 慶興站 - 松下站